# Кребс, Пейтон
Пейтон Кребс (англ. Peyton Krebs; род. 26 января 2001, Okotoks, Альберта) — канадский хоккеист, нападающий клуба национальной хоккейной лиги «Баффало Сейбрз» (с 2021 года). Чемпион мира 2023 года.

## Биография
Кребс родился 26 января 2001 года в Окотоксе, в Канаде, в семье Синди и Грега Кребсов. Его отец — инженер, а мать владелица сувенирным магазином. Будучи ребенком, Пейтон и двое его братьев играли в хоккей с шайбой, в то время как сестра занималась музыкой.

## Клубная карьера
В сезоне 2017/18 годов Пейтон занял первое место в WHL по количеству очков среди новичков, набрав 54 очка. В 16 лет он был четвертым в команде по количеству забитых шайб.
В сезоне 2018/19 годов забил 19 шайб и набрал 68 очков в 64 матчах. Перед драфтом НХЛ 2019 года получил травму ахиллова сухожилия, однако был выбран «Вегас Голден Найтс» под общим 17-м номером.
После прохождения курса реабилитации в сезоне 2019/20 годов Кребс остался в «Голден Найтс» и тренировался в клубе. 16 ноября 2019 года подписал трехлетний контракт начального уровня с «Вегасом». Получив медицинское одобрение на возвращение, Кребс был немедленно возвращен в WHL, присоединился к хоккейному клубу Виннипег Айс.
3 мая 2021 года Кребс дебютировал в НХЛ в составе «Голден Найтс», отдав голевую передачу в матче против «Миннесоты Уайлд».
4 ноября 2021 года «Голден Найтс» обменяли Кребса в «Баффало Сейбрз». С 2021 по 2023 годы, за три сезона в НХЛ, Кребс забросил 20 шайб и сделал 45 результативных передач, став игроком основы Баффало.

## Карьера в сборной
Кребс был капитаном сборной Канады на чемпионате мира по хоккею среди юниоров до 18 лет в 2019 году, забив 6 мячей и набрав 10 очков, став самым результативным игроком среди неамериканцев на турнире. В 2017 году он завоевал серебряную медаль в составе сборной Канады до 17 лет.
В декабре 2020 года был вызван в молодёжную сборную для участия в Чемпионате мира по хоккею с шайбой среди молодёжных команд 2021 года. В составе этой сборной забил три шайбы и сделал пять результативных передач, завоевав серебряную медаль.
В 2023 году было вызван в состав первой национальной сборной Канады для участия в Чемпионате мира. Сыграл десять матчей, в которых забил одну шайбу и сделал 4 результативные передачи. Сборная Канады на том турнире стала чемпионом мира.